# Vig (by)
 For alternative betydninger, se Vig. (Se også artikler, som begynder med Vig)
Vig er en stationsby på Nordvestsjælland med 1.757 indbyggere  (2024), beliggende i Vig Sogn i Odsherred. Byen ligger i Odsherred Kommune og hører til Region Sjælland.
Vig Station ligger centralt placeret i byen. Herfra er der hyppige togforbindelser til både Holbæk og Nykøbing Sjælland. Byen er mest kendt for kulturbegivenheden Vig Festivalen, men er også hjemsted for Odsherreds største "tuskemarked". Byen har haft sportshallen Odsherred Hallen (senere under navnet Hallerne i Vig) samt en svømmehal, som brændte ned til grunden i august 2012. Der findes også en folkeskole med 0.-6. klasse (indtil skoleåret 14/15 havde skolen dog også 6.-9 årgang) med ca. 200 elever. Byen har de senere år oplevet vækst med nye butikker, boligbyggeri og større infrastrukturelle anlæg.
Vig har, trods sin beskedne størrelse, et omfattende handelsliv, idet den fungerer som oplandsby for et stort sommerhusområde bl.a. ved Vig Lyng. Vig Bio er desuden Odsherreds eneste biograf.

## Historie
Vig landsby bestod i 1682 af 32 gårde og 3 huse med jord. Det samlede dyrkede areal udgjorde 620,3 tønder land skyldsat til 139,27 tønder hartkorn. Dyrkningsformen var trevangsbrug.
Omkring 1870 blev byen beskrevet således: "Vig med Kirken, Præstegaard, Skole".
Omkring 1900 blev byen beskrevet således: "Vig med Kirke, Præstegd., Skole, Forsamlingshus (opf. 1881), Sparekasse (opr. 1/5 1872; 31/3 1895 var Sparernes samlede Tilgodehavende 147,332 Kr., Rentefoden 4 pCt., Reservefonden 7871 Kr., Antal af Konti 830), Kro og Teglværk".
I 1899 anlagdes Odsherredsbanen med station i Vig. Dette var indledningen til en byudvikling: i 1906 havde Vig stationsby 364 indbyggere, i 1911 479 indbyggere og i 1916 596 indbyggere. I 1911, da byen havde 479 indbyggere, var 114 sysselsat ved landbrug, 178 ved håndværk og industri, 46 ved handel og 47 ved transport.
I mellemkrigstiden fortsatte Vig sin udvikling: i 1921 havde stationsbyen 663 indbyggere, i 1925 665, i 1930 643, i 1935 700 indbyggere og i 1940 686 indbyggere. I 1930 var fordelingen efter næringsveje: 100 levede af landbrug, 186 af håndværk og industri, 104 af handel, 88 af transport, 25 af immateriel virksomhed, 63 af husgerning, 64 var ude af erhverv og 18 havde ikke givet oplysning. I 1928 beskrives byen således: "Der er Kirke, Præstegaard, Kapellanbolig, Skole (ny Bygning 1905), Forsamlingshus, Missionshus, Læge, Dyrlæge og Kontorsted for Andelsbanken; endvidere Kro, Andelsmejeri, Elektricitetsværk, Vandværk samt Haandværkere og Handlende."
Efter 2. verdenskrig var befolkningsudviklingen: i 1945 716 indbyggere, i 1950 679, i 1955 782, i 1960 826 indbyggere og i 1965 887 indbyggere.

## Forbedret vejnet og togforbindelse
Den nyanlagte rute 21, der åbnede i sidste kvartal af 2013, går i en bue øst for Vig med tilkørselsramper i Vig N og Vig Ø. Den nye højklassede vej letter tilkørselsforholdene gevaldigt fra fjernere egne.
Jernbanen til Vig er opgraderet at tog kan køre op til 100 km/t (på delstrækningen Svinninge - Holbæk dog op til 120 km/t). Det betyder kortere rejsetid og halvtimes drift i dagtimerne mellem klokken 06 og 20. Folketinget vedtog i november 2009 at anlægge dobbeltspor på Nordvestbanen mellem Lejre og Vipperød. Dette giver plads til flere og hurtigere tog fra Holbæk til København, hvilket betyder at også Odsherredsbanen får mulighed for at køre tog til Roskilde. Det har længe været et ønske både fra banen og Odsherred Kommune.